# Prométhée enchaîné
Pour les articles homonymes, voir Prométhée (homonymie).
Prométhée enchaîné (en grec ancien Πρoμηθεύς δεσμώτης / Promêtheús desmốtês) est une tragédie grecque traditionnellement attribuée à Eschyle. Elle faisait partie d'une trilogie consacrée à Prométhée dont les autres pièces ne sont connues que sous forme fragmentaire (Prométhée délivré et Prométhée porte-feu).

## Résumé

### Plan
- Prologue : Force, Pouvoir, Héphaïstos ; monologue de Prométhée
- Parodos et dialogue lyrique : Océanides, Prométhée
- Premier épisode : suite du dialogue entre les Océanides et Prométhée ; Prométhée, Océan
- Intermède choral
- Deuxième épisode : le chœur, Prométhée
- Intermède choral
- Troisième épisode : Prométhée, Io
- Intermède choral
- Exodos : le chœur, Prométhée ; intervention d'Hermès

### Argument

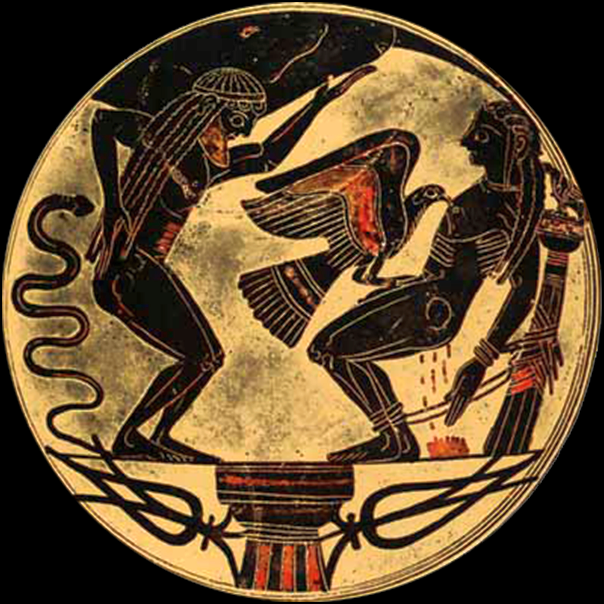
Prométhée enchaîné avec l'aigle ; à gauche son frère Atlas (Kylix laconien à figures noires du peintre Arcésilas de Cerveteri, vers -560/-550, Musée du Vatican, Rome)

Après le soulèvement de Zeus contre son père Cronos, et la guerre qui s'ensuivit, Zeus assoit sa puissance et réduit à néant tous ses opposants. Prométhée, le « prévoyant » (qui connaît l'avenir), avait d'abord conseillé aux Titans d'utiliser la ruse, car il savait que seule celle-ci amènerait la victoire. Voyant que ces derniers, croyant que la brutalité l'emporte sur la ruse,  ne l'écoutaient pas, il avait décidé de s'allier à Zeus. 
Lorsque Zeus décide d'abolir la race humaine afin d'en fonder une nouvelle, seul Prométhée s'y oppose et donne aux hommes le feu (symbole de la connaissance) jalousement gardé par les dieux. Il leur apprend également la notion de temps, les mathématiques (le nombre), l'écriture, l'agriculture (par la soumission de l'animal), le dressage des chevaux, la navigation maritime, la médecine, l'art divinatoire et l'art métallurgique. Sur ordre de Zeus, et à contrecœur, il est alors enchaîné par Héphaïstos (fils de Zeus, dieu du feu et des métaux) à un rocher aux confins de la Terre. 
Océan apparaît alors, qui lui promet d'intercéder en sa faveur auprès de Zeus, suivi d'Io qui raconte les malheurs qui lui sont arrivés avant que Prométhée ne lui dévoile son destin. 
Prométhée révèle ensuite que sa punition ne durera pas éternellement mais qu'il sera délivré par un descendant d'Io (Héraclès) et que Zeus ne restera pas au pouvoir éternellement mais sera renversé. Prométhée ne peut en dire plus car il doit garder le secret connu de lui seul, sous peine que Zeus puisse se soustraire à son destin.
Hermès intervient alors, au nom de Zeus, pour demander à Prométhée de livrer son secret, sans quoi il sera torturé. Prométhée ne cède pas car il sait que Zeus ne peut le faire mourir. Il est condamné à être torturé par un aigle qui lui dévorera éternellement le foie, celui-ci se régénérant sans cesse.

## Analyse
La pièce, entièrement statique, met en scène Prométhée face à divers personnages divins, sans jamais livrer une véritable confrontation entre Zeus et le Titan. Le chœur des Océanides est ici particulièrement important et montre sa compassion envers Prométhée.
Les caractères des personnages divins sont très tranchés ; tout est régi par la force : soit on l’accepte, soit on s’y oppose. Les dieux se divisent, adeptes de la puissance de Zeus ou compatissants face à la souffrance du torturé. Eschyle signe là un portrait des dieux atypique, et Zeus s’y trouve fortement contesté. Sans y voir une œuvre révolutionnaire (le Prométhée enchaîné était à l’origine suivi du Prométhée délivré et du Prométhée porte-feu, ce qui prouve que tout rentrait dans l’ordre et que Zeus s’apaisait), la première pièce de la trilogie sur Prométhée offre une approche du monde divin bien plus négative que celle donnée par les mythes et les traditions. 
Contrairement au mythe de Prométhée proposé par Hésiode dans sa Théogonie, Prométhée n'apparaît pas comme un coupable mais comme un héros auquel va toute la sympathie d'Eschyle.

## Adaptations et mises en scène notables

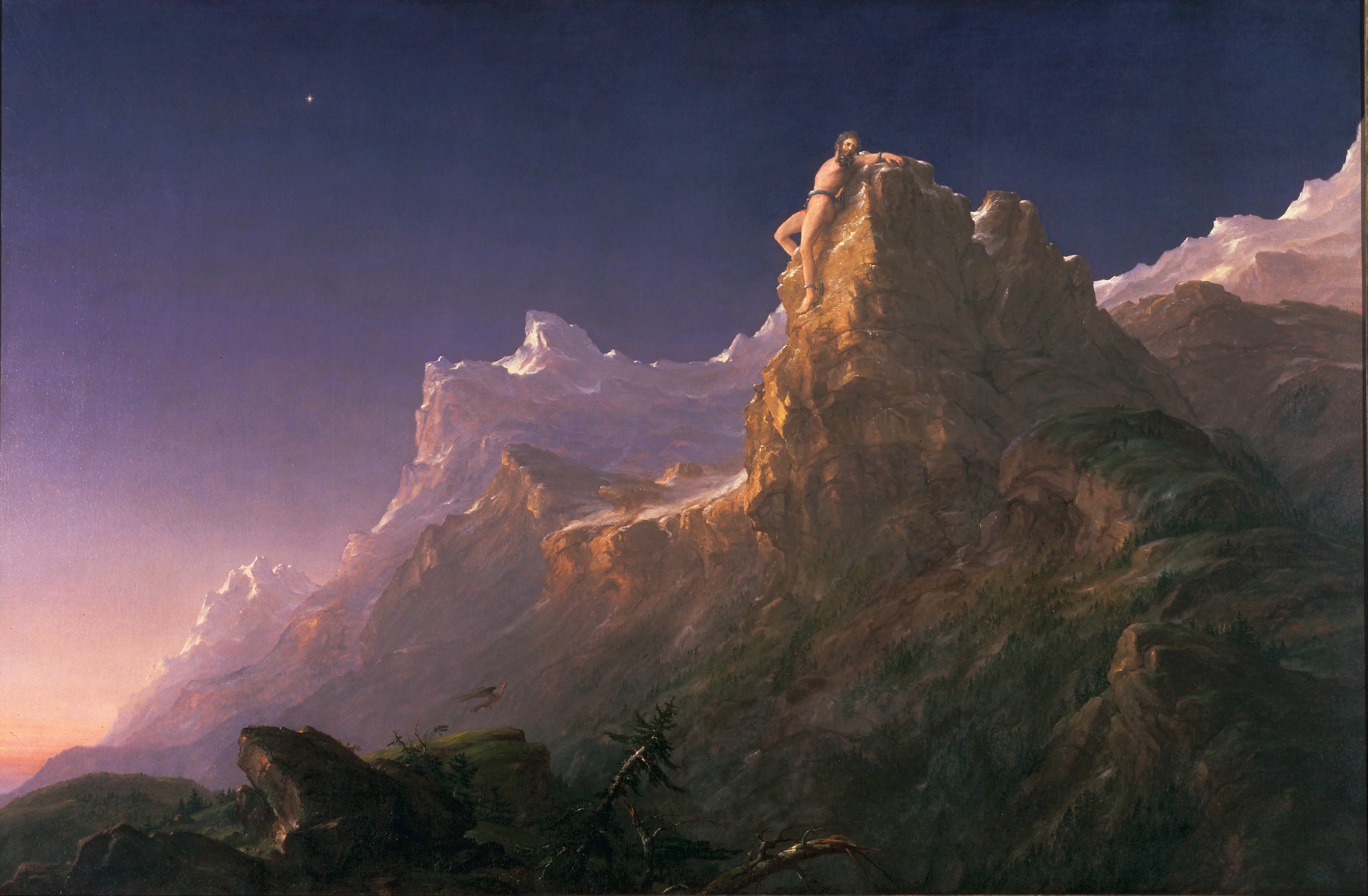
Prométhée enchaîné, par Thomas Cole en 1847.